# اچ‌ام‌سی‌اس بوکتاچ (کی۱۷۹)
اچ‌ام‌سی‌اس بوکتاچ (کی۱۷۹) (به انگلیسی: HMCS Buctouche (K179)) یک کشتی بود که طول آن ۲۰۵ فوت (۶۲٫۴۸ متر) بود. این کشتی در سال ۱۹۴۰ ساخته شد.